# JTBC
JTBC (Joongang Tongyang Broadcasting Company) je južnokorejska mreža kabelske televizije sa sjedištem u Seulu. Pokrenut je 1. prosinca 2011.